# 堀北鈴音
堀北鈴音（日语：／）是由衣笠彰梧創作的輕小說作品《歡迎來到實力至上主義的教室》的女主角之一。她是故事中高度育成高中1年D班的女學生。在2年級篇時晉級。

## 作中設定

### 經歷
鈴音就讀於名校高度育成高中，由於性格上缺乏對他人的關懷和理解，因此被安排到了充滿問題學生的1年D班。與綾小路清隆合作，開設了專門指導成績不佳者的補習班，並解決了須藤健的退學危機和暴力事件等問題，努力爭取晉升A班。
起初鈴音對待同學的態度是自私的，但在一次次的特別考試中，她意識到為了晉升A班，需要全班團結一致，於是改變了對待同學的態度。她與櫛田桔梗的交流中，察覺到櫛田對她的惡意，但也意識到了櫛田拉攏他人的能力以及將自己逼入絕境的聰明才智和決心，儘管在櫛田宣布與自己敵對的情況下，她仍然試圖與櫛田妥協。

### 形象
鈴音擔任D班的領導者。外表端麗成績優秀，但性格冷漠，按照自己的步調行事，不與他人溝通，一直保持著孤獨。清隆指出她看不起他人的態度可能是被安排到D班的原因之一。然而，她與座位旁邊的清隆經常交流。
鈴音的哥哥堀北學是與她就讀於同一所高中的學生會長，她對學抱有敬意，同時也有著想要追上學的願望，但她與哥哥的關係很糟糕。她對自己被安排到D班感到不滿，並且努力爭取晉升A班以超越哥哥。
當學校中傳出「解決了須藤的暴力事件騒動的是鈴音」的傳聞時，須藤對她產生了超出恩義的好感，而暴力事件的幕後黑手龍園翔也對她感興趣，但對鈴音本人來說，這種關注只會讓她感到困擾。

## 人物設定
在角色設計的過程中，堀北鈴音是最初被創造出來的。由於在設計角色外貌時還沒有關於鈴音的故事情節，所以就從劇情提案和企劃書等資訊中創作了鈴音的設計。雖然在最初的草稿中有描繪出各種表情，但後來知世俊作才知道鈴音在作品中是不笑的。
知世俊作原本想塑造一個可愛的大胸部大眼睛的角色，但在作者衣笠彰梧的指示下，鈴音的眼睛變成了狐狸眼，胸部也變小了。為了使角色的輪廓更加清晰，加入了將頭髮綁起等特徵，而且鈴音還因為知世俊作的個人喜好將耳朵露出。

## 發展

### 網路動畫
2015年5月22日在YouTube上公開了根據《歡迎來到實力至上主義的教室》製作的特別動畫，在這部影片中大西沙織擔任了堀北鈴音的聲優。
2016年1月18日根據原作插圖以Live2D技術製作的動態特別影片在YouTube上公開，堀北鈴音和一之瀨帆波在這部影片中以原作插圖的形象動了起來。

### 電視動畫
《歡迎來到實力至上主義的教室》電視動畫於2017年7月開始播出，在這部電視動畫中，鬼頭明里為堀北鈴音配音。
鬼頭明里表示，最初認為堀北鈴音是個冷靜而尖酸刻薄的角色，但隨著故事的進展，她也展現出意想不到的一面，是一個非常人性化、可愛的角色。
製作組告訴鬼頭「配音時可以再強硬一點」，因此她努力保持語氣不要太過溫和，由於她平時生活中並不像堀北鈴音那樣強硬的對待他人，因此在演出時感到困難。隨著演技的提升，她發現如果強調強烈的部分，緊張焦慮的部分會更加突出，進而掌握了平衡。在第2季中，她保留了堀北鈴音以往的堅強意志，並且在演出中刻意展現與他人關係感到困擾的樣子。
對於與綾小路清隆的對話，鬼頭明里回顧「綾小路只說表面話，堀北也只是單方面地回應或是反駁。彼此之間的對話是否合拍，或者是根本就沒在對話，這是一種非常奇怪的感覺。」 此外，在第1季第2集與堀北學的對話場景中，由於音響導演飯田里樹告訴她「要忘記以往的強硬感，希望你演得像一個可愛的女孩子」，鬼頭明里感到有些驚訝「是否能夠做到這樣的演出？」因為這要求與她以往對鈴音的理解和飾演方式有所不同。
飯田里樹認為第1季的堀北鈴音是一個「想要與天才們抗衡」的角色，而在第2季中，她完全跟不上他們，因此在指導時希望鬼頭明里能夠完全扮演一個「普通的優等生」，專注於對天才們的攻防感到驚訝的角色。
原作小說中，利用假相機來威脅C班學生的是綾小路清隆和一之瀨帆波，但在電視動畫中改為綾小路清隆和堀北鈴音。原作小說中，阻止了女子更衣室偷拍事件的是輕井澤惠，但在電視動畫中改為堀北鈴音。

### 漫畫
《歡迎來到實力至上主義的教室√堀北》是《歡迎來到實力至上主義的教室》的衍生漫畫，內容描寫了堀北鈴音的IF線故事。在這部作品中，堀北鈴音和主角綾小路清隆一起放學回家，一起吃她做的便當等，展現了兩人之間親密的時光。

### 商品化
2017年9月舉辦了合作活動「《歡迎來到實力至上主義的教室》咖啡廳 〜走向獨立的第一步就在滿足的胃中。〜」，在活動中舉行了合作菜單中第1名飲料訂購的選舉企劃，堀北鈴音獲得第1名。為了紀念這個成就，「歡迎來到實力至上主義的教室咖啡廳選舉企劃當選紀念『堀北鈴音至上主義』T恤」於2017年11月發售。
2018年2月發售了正在換裝的「堀北鈴音1/7比例手辦」。

## 評價

### 評論
雙葉社營運的新聞網站對於堀北鈴音的評價是「學力很高但很難相處，認為不需要朋友而與同學絕交的怪人。鬼頭明里利用她平靜的聲音成功地飾演了這個看似簡單但實際上很難演的角色。甚至被認為是鬼頭的代表作之一，讓粉絲留下了深刻的印象」。
編輯及作家飯田一史表示，教育的兩大原則是「卓越性的追求」和「公正的追求」，而最初鈴音對於期中考不及格的須藤就採取放棄的態度是「卓越性的追求」。
冰島網站《Inquisitr》作家Patrick Frye提到，有些日本粉絲對於動畫版將原作小說中輕井澤惠的表現在電視動畫版中被改為堀北鈴音感到不滿。

### 《這本輕小說真厲害！》的評價
在《這本輕小說真厲害！》女性角色部門中，於2022年首次登上排行榜。
| 年份 | 獎項                   | 部門         | 名次   |
| ---- | ---------------------- | ------------ | ------ |
| 2022 | 這本輕小說真厲害！2023 | 女性角色部門 | 第38名 |
| 2024 | 這本輕小說真厲害！2025 | 女性角色部門 | 第32名 |

### 人氣投票／讀者問卷
2017年9月至10月在Melonbooks舉辦的投票活動「MF文庫J女主角大賽2017 in Melonbooks」中獲得了第2名。
在《アニメ！アニメ！》舉辦的讀者問卷調查中，題目為「（鬼頭明里飾演的）最喜歡的角色是？」獲得了第8名。

## 腳註

### 來源
1. ↑  このラノ2022 (2021)，第18頁.
2. 1 2 3 4 5 6 7  メガミマガジン2017/9 (2017)，第52頁.
3. 1 2  メガミマガジン2022/8 (2022)，第73頁.
4. 1 2  メガミマガジン2024/3 (2024)，第82頁.
5. 1 2  . Twitter.   [2022-07-10]. （原始内容存档于2022-04-09）.
6. 1 2  . ねとらぼエンタ. 2017-05-01  [2021-07-12]. （原始内容存档于2022-04-08） （日语）.
7. 1 2  . GAMERANT. 2022-05-22  [2022-06-22]. （原始内容存档于2022-06-22） （英语）.
8. ↑  このラノ2022 (2021)，第38頁.
9. ↑  . アニメハック. 2017-05-09  [2020-09-03]. （原始内容存档于2022-05-10） （日语）.
10. ↑  . Real Sound. 2021-11-03  [2022-02-05]. （原始内容存档于2022-04-08） （日语）.
11. ↑  . 4Gamer.net. 2017-08-31  [2021-07-06]. （原始内容存档于2022-04-08） （日语）.
12. ↑  . Real Sound. 2020-12-30  [2022-04-25]. （原始内容存档于2022-04-08） （日语）.
13. ↑  小説/2年生編第5巻，第284-285頁.
14. 1 2 3 4  . マンガペディア.   [2021-11-05]. （原始内容存档于2022-04-08） （日语）.
15. 1 2 3 4  月刊ニュータイプ2022/9 (2022)，第16頁.
16. ↑  アニメージュ2017/9 (2017)，第72頁.
17. ↑  アニメージュ2017/9 (2017)，第73頁.
18. ↑  . あにぶ. 2019-02-19  [2021-12-02]. （原始内容存档于2022-05-10） （日语）.
19. 1 2  トモセシュンサク Art Works第1弾 (2017)，第102頁.
20. 1 2  トモセシュンサク Art Works第1弾 (2017)，第103頁.
21. ↑  トモセシュンサク Art Works第1弾 (2017)，第102-103頁.
22. ↑  . Anime Recorder. 2015-05-23  [2021-07-12]. （原始内容存档于2022-04-08） （日语）.
23. ↑  . ラノベニュースオンライン. 2016-01-18  [2021-07-12]. （原始内容存档于2022-05-02） （日语）.
24. ↑  . animate Times.   [2021-12-21]. （原始内容存档于2022-05-05） （日语）.
25. ↑  . MANTANWEB (MANTAN). 2022-03-06  [2022-03-06]. （原始内容存档于2022-04-13） （日语）.
26. 1 2 3  メガミマガジン2017/9 (2017)，第76頁.
27. ↑  . animate Times. 2017-07-19  [2020-10-16]. （原始内容存档于2022-03-06） （日语）.
28. ↑  . animate Times. 2017-07-26  [2021-11-05]. （原始内容存档于2022-05-05） （日语）.
29. ↑  月刊ニュータイプ2022/9 (2022)，第27頁.
30. ↑  . アニメニュースネットワーク. 2022-06-22  [2022-08-18]. （原始内容存档于2022-08-09） （英语）.
31. 1 2  . Inquisitr. 2017-12-13  [2021-12-03]. （原始内容存档于2022-05-05） （英语）.
32. ↑  . ラノベニュースオンライン. 2017-06-27  [2017-10-28]. （原始内容存档于2022-04-08） （日语）.
33. 1 2  . コミックナタリー. 2017-11-22  [2022-05-02]. （原始内容存档于2022-05-02） （日语）.
34. ↑  . アニメイトタイムズ. 2017-09-30  [2022-08-21]. （原始内容存档于2022-02-22） （日语）.
35. ↑  . ラノベニュースオンライン. 2017-09-23  [2021-11-11]. （原始内容存档于2021-11-11） （日语）.
36. ↑  . ふたまん+. 2020-10-16  [2021-09-16]. （原始内容存档于2022-05-06） （日语）.
37. ↑  月刊ニュータイプ2022/9 (2022)，第23頁.
38. ↑  このラノ2023 (2022)，第93頁.
39. ↑  このラノ2025 (2024)，第101頁.
40. ↑  . ラノベニュースオンライン. 2017-11-23  [2021-12-22]. （原始内容存档于2022-05-10） （日语）.
41. ↑  . アニメ！アニメ！. 2021-10-16  [2022-05-02]. （原始内容存档于2021-11-04） （日语）.

### 小說
- 衣笠彰梧（著）; トモセシュンサク（イラスト）. . MF文庫J 第1巻. KADOKAWA. 2015-05-31. ISBN 978-4-04-067657-9.

### 相關書籍
- 衣笠彰梧. . KADOKAWA. 2017-09-23. ISBN 978-4-04-069291-3.

### 雜誌
- . 學研PLUS. 2017-07-29: 52,76. JAN 4910086430973.
- . 徳間書店. 2017-09-10: 72–73. JAN 4910015770972.
- . 學研PLUS. 2022-06-30: 73. JAN 4910086430829.
- . KADOKAWA. 2022-08-10: 12–27. JAN 4910070090923.
- . Gakken. 2024-01-30: 82. JAN 4910086430348.

### 導覽書
- 《這本輕小說真厲害！》編輯部. . 寶島社. 2021-12-09. ISBN 978-4-299-02264-6.
- 《這本輕小說真厲害！》編輯部. . 寶島社. 2022-12-10. ISBN 978-4-299-03647-6.
- 《這本輕小說真厲害！》編集部. . 宝島社. 2024-12-10. ISBN 978-4-299-06183-6.

## 外部連結
- MF文庫J《歡迎來到實力至上主義的教室》官方網站 CHARACTER（日語）
  - MF文庫J《歡迎來到實力至上主義的教室》2年級篇官方網站 CHARACTER 堀北鈴音（日語）
- 電視動畫《歡迎來到實力至上主義的教室》官方網站 CHARACTER（日語）